# Сполучене Королівство в Європейському Союзі
Сполучене Королівство (разом із британською заморською територією Гібралтар) було державою-членом Європейського Союзу (ЄС) та його попередника Європейських Співтовариств (ЄС) – головним чином Європейського Економічного Співтовариства (ЄЕС) з 1 січня 1973 року до 31 січня 2020 року. З моменту заснування ЄЕС Сполучене Королівство було важливим сусідом, а потім провідною державою-членом, поки Brexit не завершив 47 років членства. Під час перебування Сполученого Королівства як країни-члена було проведено два референдуми з питання членства: перший відбувся 5 червня 1975 року, в результаті якого проголосували за те, щоб залишитися в ЄС, а другий відбувся 23 червня 2016 року, коли призвело до голосування за вихід з ЄС.

## Історія

### Коріння в ЄС і приєднання Сполученого Королівства (1957–1973)
Десять західноєвропейських країн (не включаючи Західну Німеччину ) створили Раду Європи в 1949 році, що стало першим кроком до політичної співпраці між ними, але деякі країни хотіли піти далі. Паризький договір 1951 року створив Європейське співтовариство вугілля та сталі (ЄОВС), яке почало економічно та політично об’єднувати європейські країни для забезпечення тривалого миру після того, як у першій половині століття в Європі почалися дві світові війни. Шістьма країнами-засновниками були Бельгія, Франція, Західна Німеччина, Італія, Люксембург і Нідерланди. У 1950-ті роки домінувала холодна війна між радянським блоком і західними демократіями. У 1951 році шість країн ЄОВС підписали угоду про спільне керування своїми галузями важкої промисловості – вугільною та сталеливарною. Таким чином, виникло відчуття, що ніхто сам по собі не може створити зброю війни, щоб обернутись проти інших, як це було в минулому. У 1957 році, спираючись на успіх Договору про вугілля та сталь, шість країн ЄОВС розширили співпрацю на інші економічні сектори. Вони підписали Римський договір, створивши Європейське економічне співтовариство (ЄЕС) або «Спільний ринок». Ідея полягала в тому, щоб люди, товари та послуги могли вільно пересуватися через кордони. Французький президент Шарль де Голль вирішив мати власні «особливі стосунки» із Західною Німеччиною, оскільки він хотів, щоб ЄЕС було по суті франко-німецьким альянсом, а інші чотири члени були державами-сателітами. Сполучене Королівство не було підписантом трьох оригінальних договорів, які були включені до тогочасних Європейських співтовариств, включаючи найвідоміший із них, Римський договір 1957 року про заснування Європейського економічного співтовариства (ЄЕС). Британія вперше почала переговори про приєднання до ЄЕС у липні 1961 року. Заявки Сполученого Королівства на вступ у 1963 та 1967 роках були накладені вето президентом Франції Шарлем де Голлем. Хоча це правда, що британська економіка, як і багато інших, намагалася оговтатися від високих витрат Другої світової війни, де Голль мав особисті та економічні причини не хотіти, щоб британці були за столом. Він особливо не довіряв англійцям, тому що вважав, що в суперечках вони завжди прийматимуть американський бік. Існували також чіткі відмінності між французьким і британським сільським господарством. Де Голль у своїх мемуарах описав свою дилему: «Як ми могли підтримувати на нашій території понад два мільйони ферм, три чверті з яких були надто малі й надто бідні, щоб бути прибутковими, але на яких, тим не менш, майже одна п’ята Французьке населення живе?» Його рішенням стала Спільна сільськогосподарська політика (CAP). Він передбачав єдиний ринок сільськогосподарських товарів за гарантованими цінами, схему преференцій Співтовариства проти імпорту та фінансову солідарність. Втручання на ринки з метою викупу надлишкових запасів за мінімальними цінами, субсидування продажів на світових ринках та встановлення зборів на імпорт більш дешевих товарів з-за меж Співтовариства – це були методи, прийняті за рахунок, який зрештою сплатили платники податків і споживачі.
Британія в результаті надзвичайних воєнних заходів мала одну з найефективніших сільськогосподарських галузей у світі, і хоча сільське господарство становило 25% французької економіки, у Сполученому Королівстві воно становило лише 4%. У 1950-х роках британська політика дешевого продовольства ґрунтувалася на торгівлі за цінами світового ринку, які протягом цього періоду були значно нижчими, ніж ціни CAP. Вона була доповнена для своїх фермерів з 1950-х років системою дефіцитних платежів.
Де Голль, усвідомлюючи, що CAP була вкрай важливою для економічної безпеки та соціальної стабільності Франції на той час, знав, що британці не приймуть це, і його вето переконався, що вони не зможуть зупинити CAP. Незважаючи на свою складність, походження та рушійний імпульс CAP лежав у простому, але історичному компромісі між сільськогосподарськими інтересами Франції та промисловими інтересами Німеччини. Німеччина як виробнича економіка хотіла безмитного доступу для своїх промислових товарів у всьому ЄЕС, тому Франція отримала CAP, а натомість Німеччина отримала Митний союз і Спільний зовнішній тариф, включені в Римський договір.
Система цінової підтримки розвивалася протягом 1970-х і 1980-х років: CAP поглинала все більше і більше ресурсів Співтовариства, від приблизно 12,9 відсотка бюджету в 1966 році до 68,4 або навіть 80 відсотків у 1985 році. Між 1974 і 1983 роками гарантійні витрати на сільськогосподарську продукцію зросли з трьох мільярдів ЕКЮ до 16 мільярдів ЕКЮ. Ці тенденції виникли саме тоді, коли важливість сільського господарства та сільського населення в державах-членах пропорційно зменшилася. Розподіл пільг також був дуже спотвореним; За оцінками Комісії, у 1991 році близько 80 відсотків підтримки отримали 20 відсотків фермерів ЄС.
Де Голль сказав, що «ряд аспектів британської економіки, від практики праці до сільського господарства» «зробили Британію несумісною з Європою» і що Британія живить «глибоко вкорінену ворожість» до будь-якого загальноєвропейського проєкту.
Після того, як де Голль відмовився від президентства Франції в 1969 році, Велика Британія подала третю і успішну заявку на членство (на той час CAP і Митний союз і тарифна система були добре налагоджені). До цього часу ставлення до приєднання Сполученого Королівства до ЄЕС змінилося в політичних і ділових колах як у Сполученому Королівстві, так і у Франції: наприкінці 1960-х років експорт з Британії до Західної Європи перевищив експорт до країн, що беруть участь у Імперських преференціях, а британські інвестиції в ЄЕС були більшими. ніж те, що йде до Речі Посполитої. Великі фірми передового виробництва стали все активніше виступати за приєднання до ЄЕС, а Конфедерація британської промисловості, чия попередниця Федерація британських промисловців спочатку виступала проти створення європейського митного союзу після Другої світової війни, наголосила на важливості загальноєвропейського інвестиції, співробітництво та скоординована промислова політика. У Франції уряд і бізнес все більше усвідомлювали, що американські фірми домінують у високотехнологічних секторах і краще організовують інтегровані виробничі мережі в Європі, ніж місцеві компанії, частково через фрагментацію європейського бізнесу, як стверджував Жан-Жак Серван. – Шрайбер у своїй книзі Le défi américain («Американський виклик») 1967 року. У відповідь високопоставлені державні службовці Франції та головна організація роботодавців країни, Conseil national du patronat français, лобіювали, щоб змінити політику де Голля щодо британського членства.
Питання суверенітету обговорювалося в той час в офіційному документі Міністерства закордонних справ і у справах Співдружності. Серед «сфер політики, у яких парламентська свобода законодавчої діяльності постраждає від вступу до Європейських Співтовариств», у ньому зазначено: митні збори, сільське господарство, вільний рух робочої сили, послуг і капіталу, транспорт і соціальне забезпечення для трудящих-мігрантів. У документі зроблено висновок (параграф 26), що було доцільно поставити міркування впливу та влади вище тих, що стосуються формального суверенітету.
Договір про приєднання був підписаний у січні 1972 року тодішнім прем'єр-міністром Едвардом Хітом, лідером Консервативної партії. Парламентський Акт про Європейські співтовариства 1972 року було прийнято 17 жовтня, а ратифікаційний документ Сполученого Королівства було передано на зберігання наступного дня (18 жовтня), що дозволило членству Сполученого Королівства в ЄЕС набути чинності 1 січня 1973 року.

### Референдум 1975 року
У 1975 році Сполучене Королівство провело свій перший в історії національний референдум про те, чи слід Сполученому Королівству залишатися в Європейському економічному співтоваристві. Правляча лейбористська партія на чолі з Гарольдом Вільсоном брала участь у загальних виборах у жовтні 1974 року, зобов’язавшись переглянути умови членства Сполученого Королівства в ЄЕС, а потім провести референдум щодо того, чи варто залишатися в ЄЕС на нових умовах. Усі основні політичні партії та головна преса підтримали збереження членства в ЄЕС. Проте всередині правлячої Лейбористської партії були значні розбіжності; одноденна партійна конференція 1975 року проголосувала двома проти одного за вихід, а сім із 23 міністрів кабінету були проти членства в ЄЕС, а Гарольд Вілсон призупинив конституційну конвенцію про колективну відповідальність кабінету, щоб дозволити тим, міністрів публічно агітувати проти уряду.
5 червня 1975 року виборцям було запропоновано проголосувати «за» чи «ні» на запитання: «Чи вважаєте ви, що Велика Британія повинна залишитися в Європейському Співтоваристві (Спільному ринку)?» Усі адміністративні округи та регіони Сполученого Королівства відповіли більшістю голосів «за», окрім Шетландських островів і Зовнішніх Гебрідських островів. При явці трохи менше 65%, результат голосування склав 67,2% на користь того, щоб залишитися, і Сполучене Королівство залишилося членом ЄЕС. Згідно з даними, підтримка виходу Сполученого Королівства з ЄЕС у 1975 році не пов’язана з підтримкою виходу на референдумі 2016 року.

### Від референдуму до Маастрихтського договору (1975–1992)

Порівняння результатів референдумів 1975 та 2016 років

У 1979 році Сполучене Королівство відмовилося від новоствореної Європейської валютної системи (EMS), яка була попередником створення валюти євро.
Опозиційна Лейбористська партія на загальних виборах 1983 року виступала за вихід з ЄЕС без референдуму. Воно зазнало важкої поразки; було переобрано консервативний уряд Маргарет Тетчер. Згодом Лейбористська партія змінила свою політику.
У 1985 році Сполучене Королівство ратифікувало Єдиний європейський акт – перший великий перегляд Римського договору – без референдуму, за повної підтримки уряду Тетчер.
У жовтні 1990 року – за консервативного правління Маргарет Тетчер – Сполучене Королівство приєдналося до Європейського механізму валютних курсів (ERM), з прив’язкою фунта стерлінгів до кошика з восьми інших європейських валют.

### Маастрихтський договір і партія референдуму
Тетчер пішла у відставку з посади прем'єр-міністра в листопаді 1990 року через внутрішні розбіжності всередині Консервативної партії, які частково виникли через її все більш євроскептичні погляди. Велика Британія була змушена вийти з ERM у вересні 1992 року після того, як фунт стерлінгів зазнав тиску валютних спекулянтів (цей епізод відомий як Чорна середа). За оцінками, кінцеві витрати для платників податків Сполученого Королівства перевищили 3 фунти стерлінгів мільярд.
1 листопада 1993 року Маастрихтська угода ввела нові поняття, такі як євро, Європейський центральний банк або європейське громадянство; він також змінив назву Співтовариства на Європейський Союз, що відображає еволюцію організації з економічного союзу в політичний союз: Союз заснований на Європейських Співтовариствах (перший стовп) з двома додатковими сферами співпраці (другий і третій стовпи): Спільна зовнішня політика та політика безпеки (CSFP) і Юстиція та внутрішні справи (JHA). У результаті Лісабонського договору, який набув чинности 1 грудня 2009 року, Маастрихтський договір тепер відомий у оновленій формі як Договір про Європейський Союз (2007) або ДЄС, а Римський договір тепер відомий як оновлену форму, як Договір про функціонування Європейського Союзу (2007) або TFEU.
Партія референдуму була створена в 1994 році сером Джеймсом Голдсмітом для участі в загальних виборах 1997 року на платформі проведення референдуму щодо членства Сполученого Королівства в ЄС. На тих виборах вона висунула кандидатів у 547 виборчих округах і набрала 810 860 голосів, або 2,6% від загальної кількості поданих голосів. Вона не змогла виграти жодного місця в парламенті, тому що її голоси були розподілені по всій країні, і втратила свій депозит (фінансований Голдсмітом) у 505 виборчих округах.

### Роль UKIP (1993–2016)
Партія незалежності Сполученого Королівства (UKIP), євроскептична політична партія, також була створена в 1993 році. Вона посіла третє місце у Великій Британії під час виборів до Європарламенту 2004 року, друге місце на виборах до Європарламенту 2009 року та перше місце на виборах до Європарламенту 2014 року, набравши 27,5% голосів. Це був перший випадок після загальних виборів 1910 року, коли будь-яка партія, окрім лейбористів чи консерваторів, отримала найбільшу частку голосів на загальнонаціональних виборах. Виборчий успіх UKIP на європейських виборах 2014 року був задокументований як найсильніший корелят підтримки кампанії виходу на референдумі 2016 року.
У 2014 році UKIP виграла два проміжні вибори, спровоковані перебігом депутатів-консерваторів, а на загальних виборах 2015 року набрала 12,6% від загальної кількості голосів і здобула одне з двох місць, здобутих у 2014 році.

### Конфлікт щодо Європейського суду з прав людини у 2013 році
Європейська конвенція з прав людини (ЄКПЛ) була розроблена в 1950 році, а її суд (ЄКПЛ) був заснований в 1953 році. Інституції ЄС пов’язані статтею 6 Ніццького договору поважати права людини згідно з конвенцією, крім, наприклад, законодавства Сполученого Королівства. Суд був підданий критиці особливо в Консервативній партії за рішення на користь британських в'язнів, які отримали право голосу. Під час референдуму тодішній міністр внутрішніх справ Тереза Мей закликала Сполучене Королівство вийти з ЄКПЛ.
ЄСПЛ формально не є частиною Європейського Союзу та не пов’язані з Судом Європейського Союзу (СЄС). Проєкт ЄКПЛ був розроблений Радою Європи, членом-засновником якої Сполучене Королівство було в 1949 році, і ЄСПЛ є частиною цієї Ради. Сполучене Королівство було незалежним учасником ЄКПЛ за 21 рік до приєднання до ЄС/ЄС у 1951 році. Однак Європейський суд з прав людини (який є судом, заснованим на основі Європейської конвенції з прав людини) не має конституційного верховенства над різними судовими органами європейських країн. Європейський суд (який є судом, заснованим Договором про функціонування Європейського Союзу) фактично намагається дотримуватися Європейської конвенції з прав людини та рішень/висновків Європейського суду з прав людини.

### Євроскептицизм (1993–2016)
У статистичному аналізі, опублікованому в квітні 2016 року, професор Джон Кертіс з Стратклайдського університету визначив євроскептицизм як бажання розірвати або зменшити повноваження ЄС, і, навпаки, єврофілію як бажання зберегти або збільшити повноваження ЄС. Згідно з цим визначенням, опитування British Social Attitudes (BSA) показують зростання євроскептицизму з 38% (1993) до 65% (2015). Однак євроскептицизм не слід плутати з бажанням вийти з ЄС: опитування BSA за липень-листопад 2015 року показує, що 60% підтримали варіант «продовжити членство в ЄС», і лише 30% підтримали варіант «вийти».
З 1977 року як проєвропейські, так і антиєвропейські погляди мали підтримку більшості в різний час, з деякими різкими коливаннями між двома таборами. На референдумі про членство Сполученого Королівства в Європейському співтоваристві 1975 року дві третини британських виборців висловилися за членство в ЄЕС. Найбільша кількість відмов у членстві була в 1980 році, в перший повний рік терміну повноважень прем'єр-міністра Маргарет Тетчер: 65% висловилися проти і 26% підтримали членство.
Після того, як Тетчер у 1984 році домовилася про знижку британських платежів за членство, прихильники ЄЕС зберегли перевагу в опитуваннях громадської думки, за винятком 2000 року, коли прем’єр-міністр Тоні Блер прагнув тіснішої інтеграції в ЄС, включаючи прийняття євро, і близько 2011, коли імміграція до Сполученого Королівства ставала дедалі помітнішою. Ще в грудні 2015 року, за даними ComRes, була явна більшість за те, щоб залишитися в ЄС, хоча й із застереженням, що на наміри виборців суттєво вплине результат поточних переговорів прем’єр-міністра Девіда Кемерона щодо реформування ЄС, особливо стосовно двох питань «запобіжних заходів для країн, що не входять до єврозони» та «імміграції».

### Референдум 2016 року
23 червня 2016 року Сполучене Королівство провело свій другий референдум щодо членства в тому, що тепер стало Європейським Союзом. Це відбулося через сорок один рік після першого референдуму, в результаті якого переважна більшість проголосувала за те, щоб залишитися в блоці. Другий референдум відбувся після того, як консерватори на чолі з Девідом Кемероном отримали несподівану невелику загальну більшість на загальних виборах у Великій Британії 2015 року, що включало маніфест зобов’язання провести референдум щодо відносин Британії з ЄС після перегляду переговорів, які відбулися в осінь-зима 2015-16 рр. Водночас парламент ухвалив закон про референдум, ухваливши Закон про референдум Європейського Союзу 2015 року. Уряд Сполученого Королівства підтримував результат «залишитися», хоча міністрам кабінету було дозволено проводити передвиборчу кампанію з обох сторін у зв’язку з призупиненням колективної відповідальності кабінету міністрів, як це було міністрам у 1975 році. Несподіваний результат референдуму після довгої десятитижневої кампанії, коли незначна більшість людей (52% за, 48% проти) висловилися за вихід з ЄС при явці в країні 72%, сколихнув як всю Європу, так і решті світу, спричинивши потрясіння на грошових і фондових ринках протягом наступного дня. Девід Кемерон оголосив, що піде у відставку з посади прем'єр-міністра, і його змінила Тереза Мей, яка стала прем'єр-міністром 13 липня 2016 року, щоб почати процес виходу Сполученого Королівства з блоку.

### Brexit (2017–2020)
З 2017 по 2019 роки після результатів референдуму Сполучене Королівство вело переговори щодо виходу з Європейського Союзу між Європейським Союзом і собою. Між Великою Британією та ЄС так званий «Brexit» — портманто «Британія» та «вихід» — складатиметься з угоди про вихід і торгової угоди, однак на глобальному рівні це також призведе/може розділити різні інші вільні торгові угоди. Угода про вихід розглядалася ЄС як «врегулювання рахунків», не пов’язане з торговельною угодою після виходу, а Сполучене Королівство розглядало як «плату доброї волі», щоб забезпечити справедливу торговельну угоду після виходу. У разі сценарію без угоди кожна сторона, відповідно, матиме різні погляди щодо дійсності будь-якого платежу.
29 березня 2017 року тодішня прем’єр-міністр Сполученого Королівства Тереза Мей офіційно активувала статтю 50 Лісабонського договору, надіславши листа тодішньому президенту Європейської ради Дональду Туску, який дав Сполученому Королівству та ЄС 2 роки до 29 березня 2019 року до 23:00. (за британським часом), щоб домовитися про вихід. Якщо дві сторони не зможуть укласти угоду, і стаття 50 не буде продовжена, Велика Британія покине ЄС без угоди як позиції за замовчуванням.
У липні 2019 року Тереза Мей пішла у відставку з поста прем'єр-міністра. 23 липня 2019 року учасник кампанії Vote Leave Борис Джонсон вступив на посаду замість неї. Джонсон продовжив термін до 31 січня 2020 року, а потім призначив дострокові загальні вибори в грудні. Джонсон і Консервативна партія отримали більшість у 80 місць. Парламенти ЄС і Сполученого Королівства ратифікували Угоду про вихід, яка дозволила Великій Британії вийти з блоку о 23:00 за Гринвічем 31 січня 2020 року. Переговори про майбутні відносини Сполученого Королівства та ЄС згодом почалися, коли Сполучене Королівство офіційно покинуло ЄС і вступила в перехідний період.